# グルームブリッジ34
座標:  00h 18m 22.8850s, +44° 01′ 22.6373″
グルームブリッジ34とは、アンドロメダ座の方向に位置する連星系である。イギリスの天文学者であるスティーヴン・グルームブリッジによる『周極星表』に34番目の恒星として記載されている。この天体カタログは彼の死後である1838年に出版されている。ガイアによる年周視差の測定に基づくと、この系は太陽から約11.6光年 (3.6パーセク) 離れている。このことから、グルームブリッジ34を構成する2つの恒星は太陽系に最も近い恒星の1つとみなされている。
グルームブリッジ34を構成する2つの恒星（A・B）はどちらも小さくて暗い赤色矮星であり、肉眼で観測することはできない。AとBは約93 au 離れており、共通重心の周囲を約1,230年の周期でかなり離心率の高い軌道で公転している。どちらの恒星もフレアにより明るさが不規則に変化しているため、アルゲランダー記法における名称が与えられており、グルームブリッジ34Aはアンドロメダ座GX星、グルームブリッジ34Bはアンドロメダ座GQ星と指定されている。
この恒星系の固有運動は年間2.9秒角と比較的大きく、太陽系から11.6 km/sの速度で遠ざかっている。約15,000年前に太陽から3.5光年 (1.1パーセク) 以内に接近しており、このときが太陽に一番接近したタイミングである。

## 特徴

### グルームブリッジ34A
| 太陽 | グルームブリッジ34A |
| ---- | ------------------- |
| 太陽 | Exoplanet           |

2つの恒星のうち、質量が大きく明るい方の恒星であるグルームブリッジ34Aは、アンドロメダ座GX星と命名されている。この恒星はスペクトル分類がM1.4の主系列星の赤色矮星で、恒星フレアにより明るさが変化する。ガイアの観測によると、自転周期は44日、磁気活動周期は約9年である。

### グルームブリッジ34B
| 太陽 | グルームブリッジ34B |
| ---- | ------------------- |
| 太陽 | Exoplanet           |

小さい方の恒星（伴星）であるグルームブリッジ34Bは、アンドロメダ座GQ星と命名されている。主星と同様にフレア現象を起こす主系列星の赤色矮星である。スペクトル分類はM4.1であるため、有効温度もAより低い。

## 惑星系
2014年8月、グルームブリッジ34Aの周囲を公転する太陽系外惑星であるグルームブリッジ34Abの存在が報告された。この惑星の存在は、W・M・ケック天文台のHIRESを用いたEta-Earth Surveyによるドップラー分光法の観測データの分析から推定された。発見当時、この惑星は既知の太陽系外惑星の中で6番目に地球から近い惑星であった。
CARMENESとHARPSおよびHIRESの観測結果を組み合わせて分析したところ、研究者らはグルームブリッジ34Abとされる惑星を検出することができなかった。しかし、別の惑星であるグルームブリッジ34Acが公転している可能性があると提唱した。
この矛盾は後にHIRESによるより長期間にわたる観測によって解消された。この観測結果では、両方の惑星の存在が確認され、最小質量はAbが3.03 M🜨、Acが36 M🜨 である。それぞれの公転周期は、11.4日と約7,600日である。
| 名称 （恒星に近い順） | 質量                | 軌道長半径 （天文単位） | 公転周期 (日)          | 軌道離心率         | 軌道傾斜角 | 半径 |
| --------------------- | ------------------- | ----------------------- | ---------------------- | ------------------ | ---------- | ---- |
| b                     | ≥3.03+0.46 −0.44 M⊕ | 0.072+0.003 −0.004      | 11.4407+0.0017 −0.0016 | 0.094+0.091 −0.065 | —          | —    |
| c                     | ≥36+25 −18 M⊕       | 5.4+1.0 −0.9            | ≤7,600                 | 0.27+0.28 −0.19    | —          | —    |